# Mesospinidium peruvianum
Mesospinidium peruvianum är en orkidéart som beskrevs av Leslie Andrew Garay. Mesospinidium peruvianum ingår i släktet Mesospinidium och familjen orkidéer. Inga underarter finns listade i Catalogue of Life.